# Loches-sur-Ource
Loches-sur-Ource är en kommun i departementet Aube i regionen Grand Est (tidigare regionen Champagne-Ardenne) i nordöstra Frankrike. Kommunen ligger  i kantonen Essoyes som ligger i arrondissementet Troyes. År 2022 hade Loches-sur-Ource 350 invånare.

## Befolkningsutveckling
Antalet invånare i kommunen Loches-sur-Ource
Referens: INSEE